# وحدت، ناحیه شهرستان
وحدت (ناحیه شهرستان) (پیشتر کایرما، به لاتین: Kairma) یک منطقهٔ مسکونی در تاجیکستان است که در ولایت سغد واقع شده‌است.